# Niagara (Dakota del Norte)
Niagara es una ciudad ubicada en el condado de Grand Forks en el estado estadounidense de Dakota del Norte. En el censo de 2010 tenía una población de 53 habitantes y una densidad poblacional de 21,21 personas por km².

## Geografía
Niagara se encuentra ubicada en las coordenadas 48°0′4″N 97°52′37″O / 48.00111, -97.87694. Según la Oficina del Censo de los Estados Unidos, Niagara tiene una superficie total de 2.5 km², de la cual 2.43 km² corresponden a tierra firme y (2.8%) 0.07 km² es agua.

## Demografía
Según el censo de 2010, había 53 personas residiendo en Niagara. La densidad de población era de 21,21 hab./km². De los 53 habitantes, Niagara estaba compuesto por el 98.11% blancos, el 0% eran afroamericanos, el 0% eran amerindios, el 0% eran asiáticos, el 0% eran isleños del Pacífico, el 0% eran de otras razas y el 1.89% pertenecían a dos o más razas. Del total de la población el 1.89% eran hispanos o latinos de cualquier raza.